# 東京都道215号八丈循環線
東京都道215号八丈循環線（とうきょうとどう215ごう はちじょうじゅんかんせん）は、東京都八丈町岡里を起点・終点とした一般都道である。

## 路線データ
- 起点：東京都八丈町岡里
- 終点：東京都八丈町岡里
- 延長：43,116m

## 路線状況
八丈富士と三原山の裾野を周回する総延長約45kmの路線。三原山周回路と八丈富士周回路からなる。三原山周回路は樫立・中ノ郷・末吉の三地区を通過する集落道路、三原山北東部の急峻な山腹沿いを通過する登龍道路からなる。八丈富士周回路は永郷道路とも呼ばれる。

### 都市計画路線名
- 八丈3・4・1

## 地理

### 通過する自治体
- 東京都
  - 八丈町

### 交差する道路
- 東京都道216号神湊八重根港線
- 東京都道217号汐間洞輪沢港線